# Coulon (Deux-Sèvres)
Coulon é uma comuna francesa na região administrativa da Nova Aquitânia, no departamento de Deux-Sèvres. Estende-se por uma área de 30 km². Em 2010 a comuna tinha 2 317 habitantes (densidade: 77,2 hab./km²).
Pertence à rede das As mais belas aldeias de França.